# Brokeback Mountain
Brokeback Mountain is een Amerikaanse film van regisseur Ang Lee, gebaseerd op het gelijknamige korte verhaal van Annie Proulx dat in 1997 in The New Yorker werd gepubliceerd (Nederlandse titel: "Twee cowboys"). Het verhaal gaat over twee cowboys in Wyoming tijdens de jaren 60 die verliefd worden en wier relatie over een tijdsspanne van twintig jaar gevolgd wordt. Doordat hun milieu homoseksualiteit niet aanvaardt, voelen beiden zich gedwongen tot een dubbel leven; "normaal" (maar ongelukkig) gehuwd met een vrouw voor de buitenwereld en slechts tijdens occasionele "vis-expedities" toegevend aan hun homoseksuele aard. In de film worden de hoofdrollen vertolkt door Heath Ledger als Ennis del Mar en Jake Gyllenhaal als Jack Twist. De film ging op 9 december 2005 op het Filmfestival van Toronto in première; vanaf 6 januari 2006 was de productie in Amerika in 483 filmhuizen te zien. Brokeback Mountain draaide sinds 16 februari 2006 in de Nederlandse en 22 februari 2006 in de Belgische bioscopen.

## Verhaal
1963 – Ennis del Mar, een ranchhulp, en Jack Twist, een rodeocowboy, ontmoeten elkaar als ze solliciteren voor werk bij de schapenhouder Joe Aguirre. Ze moeten de schapen naar Brokeback Mountain brengen, en ervoor zorgen dat ze de zomer heelhuids doorkomen. Gedurende deze lange maanden van complete afsluiting van de wereld, ontwikkelen de twee een band. Op een dag nodigt Jack, die in de tent in het basiskamp slaapt, en een paar glaasjes gedronken heeft, Ennis uit in de tent te komen in plaats van in de open lucht. Ze slapen, maar als ze wakker worden, blijkt het moeilijk te zijn niet toe te geven aan hun seksuele geaardheid. Ennis waarschuwt Jack dat dit maar een ‘one-time incident’ is, maar de relatie die ze hebben opgebouwd, wordt steeds sterker, en ze worden steeds verliefder. Als hun zomer op de berg onverwacht beëindigd wordt, raken ze in een gevecht, en beiden hebben bloed op hun shirt. Onderweg naar beneden bedenkt Ennis zich dat hij z'n shirt heeft achtergelaten op de berg.
Na de zomer op Brokeback Mountain, trouwt Ennis met zijn verloofde Alma, en Jack komt in Texas terecht, waar hij rodeoprinses Lureen Newsome ontmoet, en met haar trouwt.
De twee ontmoeten elkaar weer vier jaar later, als Jack Ennis een bezoekje brengt. Ze kunnen zich wederom niet inhouden, en Alma ziet hen heftig zoenen. Jack vraagt aan Ennis of hij samen met hem een leven wil opbouwen op een ranch, maar Ennis, die geplaagd wordt door een herinnering van zijn jeugd, waarin een homo vermoord en vermoedelijk gemarteld was, is bang dat dat alleen maar tot ellende zal leiden. Hij wil ook zijn familie niet verwaarlozen, noch verlaten. Dit leidt ertoe dat ze elkaar alleen maar ontmoeten tijdens vistripjes, waarbij ze zichzelf kunnen zijn.

De jaren verstrijken, en de huwelijken van beide mannen gaan er niet op vooruit. Alma komt erachter dat Ennis helemaal niet gaat vissen met Jack. Hun huwelijk loopt uit op een scheiding. Ondertussen wil Lureen haar man alleen maar als een zakenman zien maar Jack is het hier niet mee eens. Als Jack hoort van Ennis’ scheiding, gaat hij weer naar Ennis en vraagt hem nogmaals om samen een bestaan op te bouwen, maar Ennis wil niet weg bij zijn kinderen, en is nog steeds bang voor de reacties van buitenstaanders.
Bij een volgend tripje, krijgen ze weer ruzie, omdat Ennis met zijn werk zit en het volgende tripje af wil zeggen. Ennis geeft Jack de schuld van de rotzooi in zijn leven, en ze vechten weer bijna, maar eindigen in een omhelzing.

Later krijgt Ennis een kaart naar Jack terug, met een stempel. ‘Overleden’. Helemaal in shock belt hij Lureen, die hem vertelt dat Jack is overleden met het verwisselen van een band. De wieldop is in zijn gezicht gesprongen, en hij is gestikt in zijn eigen bloed. Beelden van Jack die in elkaar wordt geslagen en daaraan overlijdt, passeren de revue. Het wordt in de film niet duidelijk of dit is wat Ennis vermoedt of dat dit echt gebeurd is. Lureen vertelt hem ook dat Jack wilde dat zijn as over Brokeback Mountain werd uitgestrooid, maar ze weet niet waar dat is.

Ennis gaat naar Jacks ouders en biedt aan Jacks as te verspreiden. Jacks vader slaat dit aanbod botweg af. Hij weet ook wel waar die ‘verdomde berg’ is. De moeder biedt Ennis aan om Jacks kamer te bezichtigen en daar vindt hij Jacks en zijn eigen bebloede shirt terug. Ennis neemt de shirts mee. Symbolisch is hierbij dat hier het witte shirt van Ennis nog hangt onder het bebloede spijkerjack van Jack.

Dan zit Ennis in zijn caravan, en Alma jr. komt op bezoek. Ze gaat trouwen en vraagt haar vaders zegening. Ennis, die zijn lessen in het leven heeft geleerd, vraagt Alma of hij wel echt van haar houdt, en Alma is hier zeker van. Als Alma weg is, komt Ennis erachter dat ze haar vest vergeten is, en hangt het in de kast, waar hij de bebloede shirts van zichzelf en Jack heeft gehangen, met een kaart van Brokeback Mountain. Nu hangt het spijkerjack van Jack binnen het witte shirt van Ennis; symbool voor de bescherming die Ennis nu eindelijk wel biedt aan Jack.

Hij strijkt de kaart recht en met de woorden: ‘Jack, I swear…’ eindigt de film.

## Rolverdeling
| Acteur                 | Personage         |
| ---------------------- | ----------------- |
| Jake Gyllenhaal        | Jack Twist        |
| Heath Ledger           | Ennis del Mar     |
| Michelle Williams      | Alma del Mar      |
| Anne Hathaway          | Lureen Twist      |
| Randy Quaid            | Joe Aguirre       |
| Linda Cardellini       | Cassie Cartwright |
| Anna Faris             | LaShawn           |
| Scott Michael Campbell | Monroe            |

## Prijzen
- Academy Award voor Beste Regie (Ang Lee)
- Academy Award voor Beste Bewerkte Scenario
- Academy Award voor Beste Originele Muziek
- BAFTA voor Beste Film
- BAFTA voor Beste Regie (Ang Lee)
- BAFTA voor Beste Mannelijke Bijrol (Jake Gyllenhaal)
- BAFTA voor Beste Muziek
- Golden Globe voor Beste Film - Drama
- Golden Globe voor Beste Regisseur (Ang Lee)
- Golden Globe voor Beste Screenplay
- Golden Globe voor Beste Lied ("A Love That Will Never Grow Old")
- De Gouden Leeuw voor Beste Film op het Internationaal Filmfestival Venetië 2005

Bij de Academy Awards, die op 5 maart 2006 werden uitgereikt, wist de film de onderstaande nominaties niet te verzilveren:
- Beste Film
- Beste Mannelijke Hoofdrol - Heath Ledger
- Beste Mannelijke Bijrol - Jake Gyllenhaal
- Beste Vrouwelijke Bijrol - Michelle Williams
- Beste Cinematografie

Bij de MTV Movie Awards 2006
- Best Kiss in a movie - Jake Gyllenhaal & Heath Ledger
- Best Performance - Jake Gyllenhaal